# Desmeocraerula angulata
Desmeocraerula angulata är en fjärilsart som beskrevs av M.Gaede 1928. Desmeocraerula angulata ingår i släktet Desmeocraerula och familjen tandspinnare. Inga underarter finns listade i Catalogue of Life.